# Micromètre à fils
Cet article concerne l'appareil de mesure en astronomie. Pour l'appareil de mesure de longueur également appelé palmer, voir Micromètre (appareil de mesure). Pour l'unité de longueur, voir Micromètre.
Le micromètre à fils est un instrument permettant de mesurer des distances en astronomie.

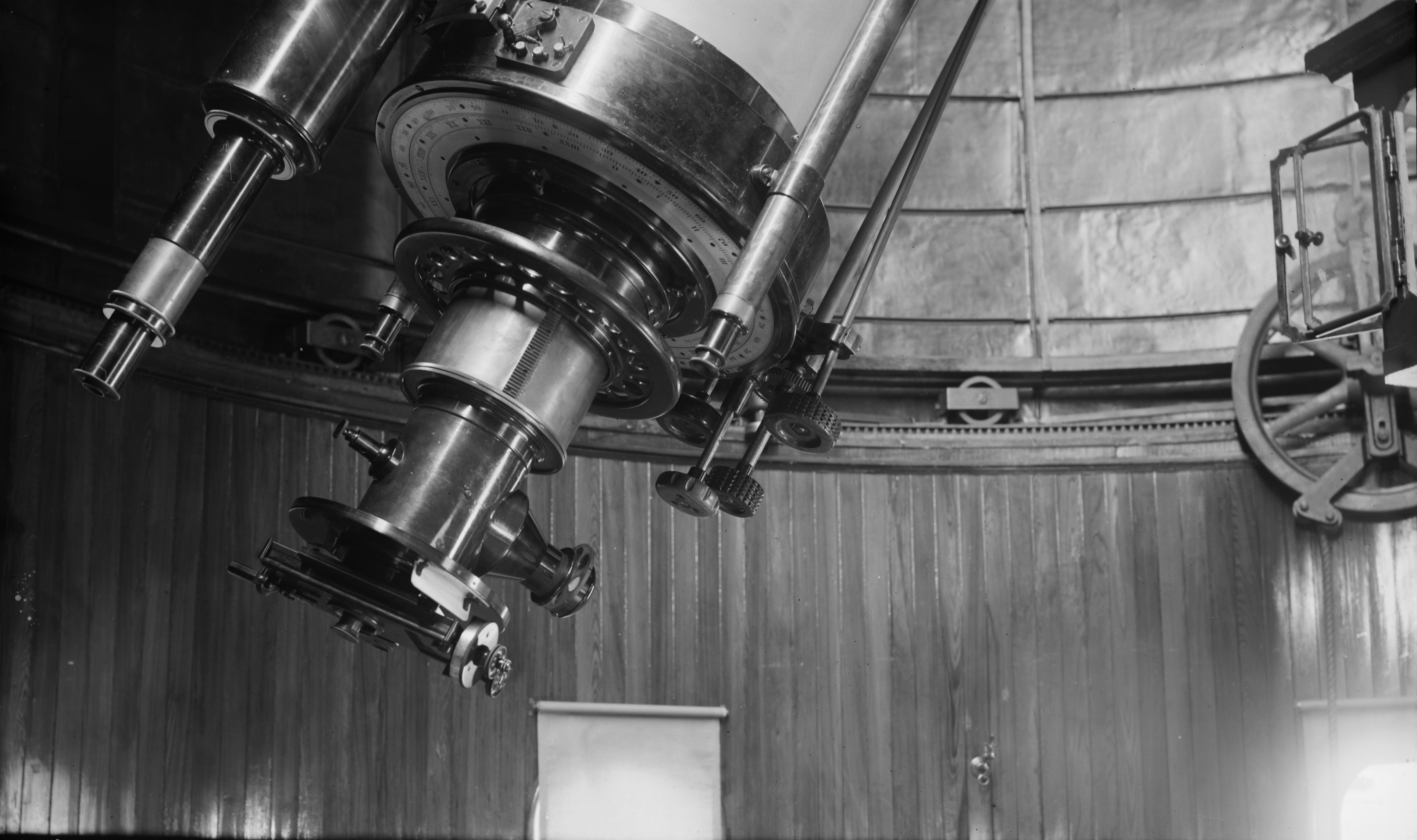
Un micromètre à fils attaché à un télescope.